# Rhönrad

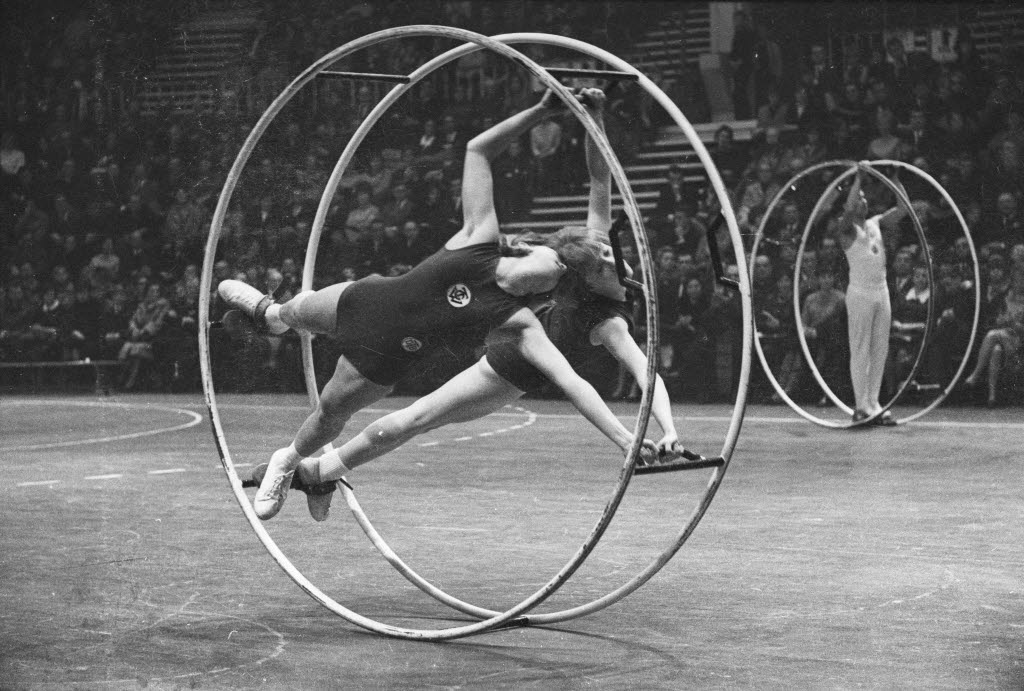
Rhönrad

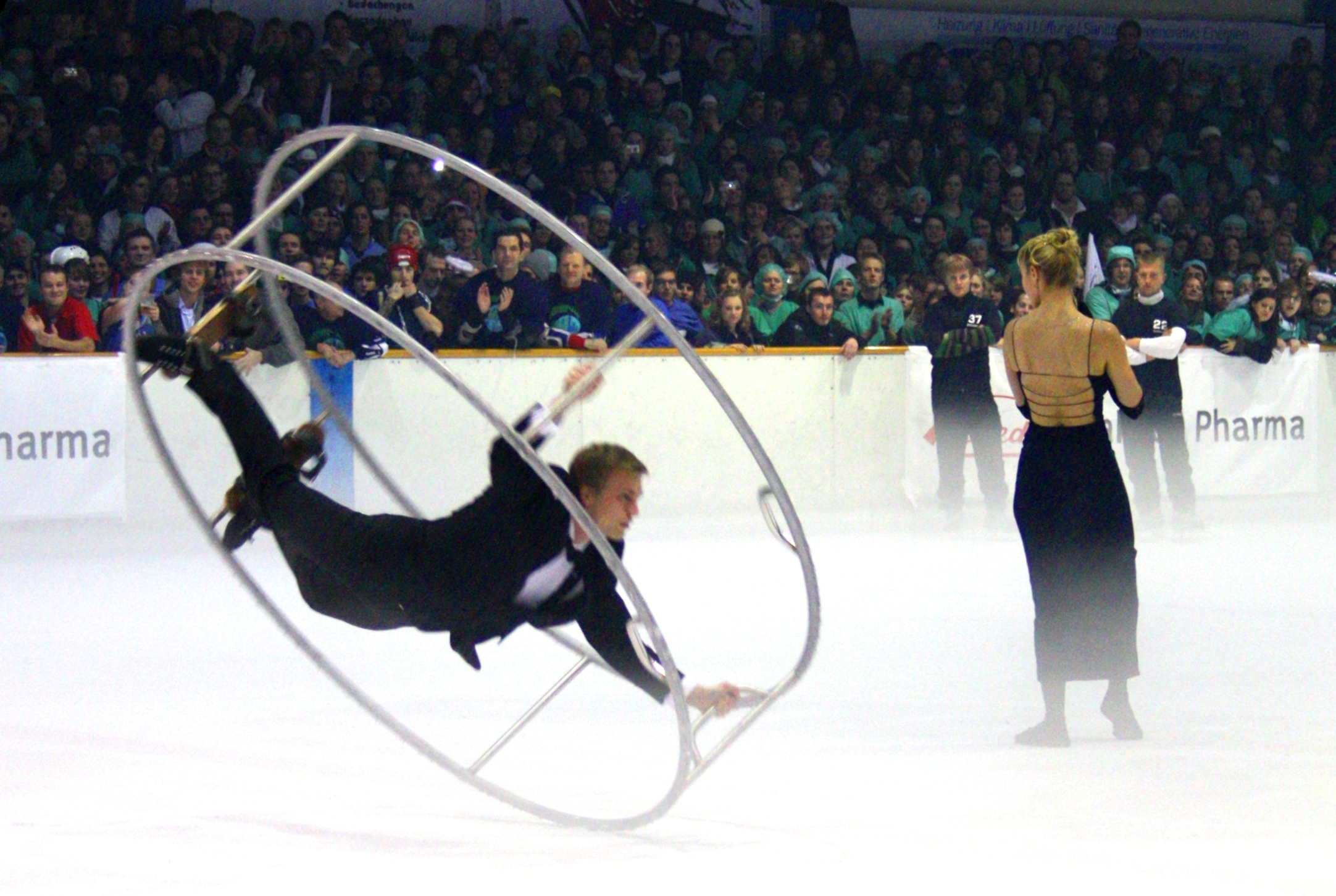
Rhönrad op het ijs tijdens RWTH Unicup

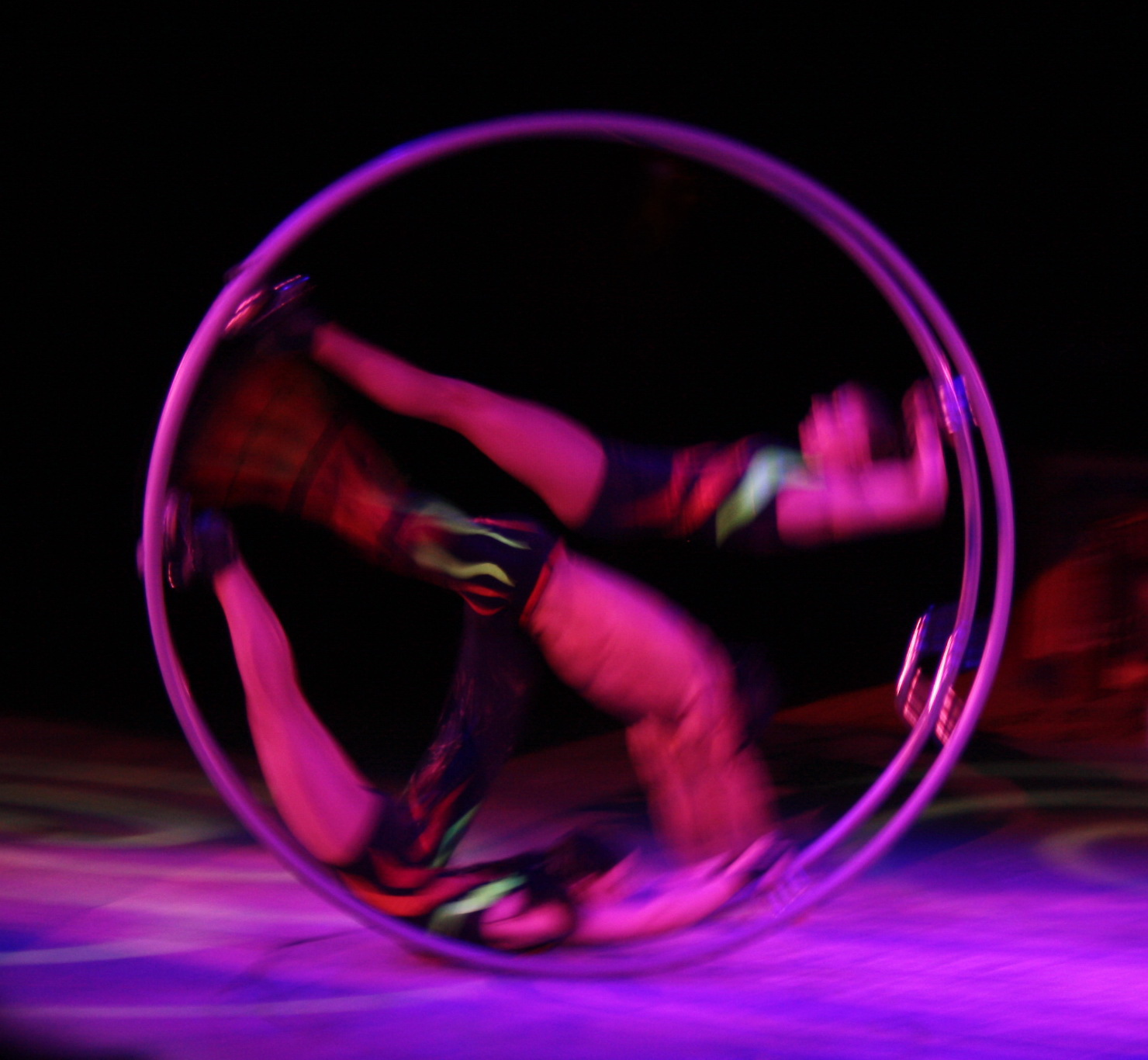

Het rhönrad is een toestel dat binnen de gymnastieksport wordt gebruikt. Een rhönrad bestaat uit twee hoepels die met elkaar verbonden zijn door middel van zes dwarsspijlen.

## Geschiedenis
De uitvinder van het rhönrad is de Duitser Otto Feick, zoon van een smid, geboren op 4 juli 1890 in Reichenbach (Palts). Hij rolde in zijn tienerjaren met een wagenrad voor de dorpssmederij van zijn grootvader een heuvel af. Hij ontwikkelde zijn idee verder en vroeg in 1925 op het rhönrad patent aan, de naam Rhönrad is sinds 1926 beschermd. Feick demonstreerde zijn vinding eerst in Duitsland en later 'rolde' hij zo door vrijwel heel Europa. Bij de Olympische Spelen van 1936 in Berlijn lieten 120 rhönradturners een show zien, het is echter nooit een Olympische discipline geweest. Op de vierde gymnaestrada in 1965 in Wenen gaf een groep turners bestaande uit Duitsers, Oostenrijkers en Zwitsers een demonstratie met het rhönrad. Het huidige rhönrad kreeg rond 1974 zijn definitieve vorm met de introductie van de pvc-coating.
Het rhönrad heeft zich in de loop der jaren ontwikkeld tot een toestel dat onder andere wordt gebruikt als onderdeel van gymnastische shows, zoals de show Quidam van Cirque du Soleil en diverse shows van Wheel Sensation. Rhönradturnen is echter ook een volwaardige wedstrijdsport, naast andere gymnastische disciplines zoals het toestelturnen, acrogym, trampolinespringen en de ritmische gymnastiek. Rhönrad is daarbij ook een jurysport.

## Materiaal
Rhönraderen worden in verschillende maten met diameters van 1,30 tot 2,45 meter vervaardigd, ze wegen 40 tot 60 kg. Omdat de turner in het rad nogal wat bewegingsvrijheid nodig heeft, moet de diameter van het rad 40 tot 50 cm groter zijn dan de turner lang is. Twee hoepels van gelijke grootte bestaande uit metaal (diameter 35 mm) zijn met zes dwarssporten van ongeveer 45 cm lengte met elkaar verbonden. De twee 'bovenste' sporten hebben handgrepen, de twee 'onderste' sporten (voetsteunen) hebben plankjes, waaraan met behulp van riemen de voeten vastgemaakt kunnen worden. De zogenaamde spreidsporten, die op halve hoogte zijn bevestigd, dienen als steun voor de turner wanneer hij zich slechts met één been heeft vastgezet. In de hoepels, recht boven de plankjes is bovendien nog de zogenaamde hoepelgreep aangebracht. Rhönradturnen kan beoefend worden op houten en hardrubberen vloeren alsmede op asfalt en beton. Ook kort geknipte, vlakke grasmatten zijn uitermate geschikt.

## Rhönradturnen
Ook voor het rhönradturnen als wedstrijdsport is Duitsland de bakermat. Sinds 1995 is het rhönradturnen ook een internationale wedstrijdsport, met de oprichting van het Internationale Rhönradturn Verband (IRV) en de organisatie van de eerste officiële Wereldkampioenschap rhönradturnen in het Nederlandse Den Helder.
Binnen het rhönradturnen zijn er drie verschillende subdisciplines:
- Rechtuitrollen
- Spiralen
- Sprong

### Rechtuit(rollen)
Bij het rechtuitrollen rolt het rad in een rechte baan op beide hoepels. Naargelang van de stand van de turner rolt het rhönrad van links naar rechts voor- of achterwaarts. Er zijn 2 verschillende soorten elementen.
1. De turn(st)er kan in het rad staan (centrale elementen)
2. Op het rad zitten, steunen of liggen (decentrale elementen).

Sinds 1997 worden de oefeningen bij de senioren op muziek uitgevoerd.

### Spiralen
Bij het spiralen rolt het rad op slechts één hoepel, waarbij het rad een cirkel beschrijft. Door verschillende technieken kan het rad in grote of kleine en verticale spiraal worden gedraaid. Bij een grote spiraal is dit een ruime cirkel - 2x groter dan de omtrek van het rad - en maakt het rad een hoek van minimaal 60 graden met de grond. Bij een kleine spiraal is deze cirkel kleiner dan de omtrek van het rad en ligt het rad veel vlakker - en maakt een maximale hoek van 30 graden met de grond. De verticale spiraal is een beweging rotatie van het rad om de verticale as waarbij de hoek met de vloer iets kleiner dan 90 graden is.

### Sprong
De jongste subdiscipline binnen het rhönradturnen is sprong, waarbij een rollend rhönrad als springtoestel wordt gebruikt. Hierbij zet de turn(st)er eerst het rad in beweging, maakt vervolgens een aanloop en zweeft aan tot steun, spreidzit of stand op het rad. Ten slotte volgt de afsprong: bijvoorbeeld een overslag of een salto.

## Puntencode (2023+)[1]
In de puntencode staat precies beschreven hoe de routines worden gejureerd. Op het wereldkampioenschap 2022 in Sønderborg presenteerde de IRV een grote update voor de puntencode. Sinds 2023 is er een nieuw jureersysteem.
De score van elke discipline (behalve rechtuit op muziek) wordt op de volgende manier berekend. Bij rechtuit(rollen) met muziek wordt het gemiddelde van de uitvoering en de artistieke indruk toegevoegd in plaats van alleen de uitvoering:
Moeilijkheidsgraad (max 10,0) + Uitvoering (max 10,0) - Neutrale aftrek = max 20, punten
De moeilijkheidsscore bestaat uit maximaal 8,0 punten voor de moeilijkheidsgraad van de elementen en 2,0 (0,2*10) voor het vervullen van structuurgroepen. De uitvoeringsscore wordt berekend door 0,1 (kleine aftrek), 0,3 (middel), 0,5 (groot) of 1,0 (val / hulp van coach) van de 10,0 af te halen. De neutrale aftrek is aftrek die gegeven wordt als turnsters foutjes maken die gaan over de regels bij een turnwedstrijd.

### Rechtuit
De moeilijkheidsscore gaat van A (0,2), B (0,4) C (0,6) tot D (0,8). Bij rechtuit tellen de 8 moeilijkste elementen (moeilijkheidsscore) die een turn(st)er doet, dus maximaal 6,4 (8*0,8), die gaat samen met de structuurgroepen, dat voor maximaal 2,0 (10*0,2) punten kan zorgen, zorgt dit voor een maximaal aantal punten van 8,4 (6,4+2,0)(moeilijkheidsgraad) + 10,0 (Uitvoering) = 18,4.

### Spiralen
De moeilijkheidsscore gaat van A t/m E (1,0). Bij spiralen tellen ook de 8 moeilijkste elementen (moeilijkheidsscore), dus maximaal 8,0 (8*1,0). Met de structuurgroepen, dat maximaal 2,0 (10*0,2) punten is, kom je uit op een maximaal aantal punten van 10,0 (8,0+2,0)(moeilijkheidsgraad) + 10,0 (uitvoering) = 20,0.

### Sprong
Bij sprong gaat het iets anders dan bij rechtuit en spiralen. Elke sprong (overslag, salto, etc.) heeft een eigen waarde. De waardes (moeilijkheidsscore/-graad) gaan van 0,0 tot 10,0. Bij sprong kan je dus een maximale score behalen van 10,0 (moeilijkheidsgraad) + 10,0 (uitvoering) = 20,0.

## Internationale Rhönrad Federatie (IRV)[2][3]
Nl: Internationale Rhönrad Federatie / De: Internationale RhönradturnVerband / En: International Wheel Gymnastics Federation, is een federatie voor de sporten ''cyr wheel'' en ''gym wheel''. Het werd in 1995 in Bazel, Zwitserland opgericht door de leden Duitsland, Zwitserland, Japan en Nederland.

### Leden
Leden zijn de nationale federatie van de volgende landen. Er zijn 4 soorten leden: ''Entry Member'' (Toegangslid), ''Bronze Member'' (Bronzen lid), ''Silver Member'' (Zilveren lid) en ''Gold Member'' (Gouden lid). Hoe hoger het niveau, hoe meer het land moet betalen en hoe meer ze kunnen profiteren van de IRV.
| Vlag                      | Land                         | Sinds | Lid         | Sportbond                            |
| ------------------------- | ---------------------------- | ----- | ----------- | ------------------------------------ |
| Vlag van Duitsland        | Duitsland                    | 1995  | Gouden lid  | Deutscher Turner-Bund                |
| Vlag van Zwitserland      | Zwitserland                  | 1995  | Gouden lid  | RhönradSwiss                         |
| Vlag van Verenigde Staten | Verenigde Staten van Amerika | 2009  | Gouden lid  | USA Wheel Gymnastics                 |
| Vlag van Japan            | Japan                        | 1995  | Bronzen lid | Japan Rhoenrad Assocation            |
| Vlag van Nederland        | Nederland                    | 1995  | Bronzen lid | KNGU                                 |
| Vlag van Noorwegen        | Noorwegen                    | 1997  | Bronzen lid |                                      |
| Vlag van Oostenrijk       | Oostenrijk                   | 2003  | Bronzen lid | Österreichischer Rhönradturn-Verband |
| Vlag van Colombia         | Colombia                     | 2011  | Bronzen lid |                                      |
| Vlag van Israël           | Israël                       | 2012  | Bronzen lid | Israel Wheel Gymnastics Federation   |
| Vlag van Denemarken       | Denemarken                   | 2015  | Bronzen lid |                                      |
| Vlag van Frankrijk        | Frankrijk                    | 2024  | Bronzen lid |                                      |

### Activiteiten
De IRV organiseert alle internationale wedstrijden zoals het WK. De federatie is ook verantwoordelijk voor het ontwikkelen van scorereglementen, wedstrijdconcepten en trainingsprogramma's. Grotere projecten van de verschillende leden worden soms gedeeltelijk financieel ondersteund en op de website aangekondigd. De missie van de IRV is om het rhönradturnen en cyrwheel meer over de wereld te verspreiden.

### Atletencommissie[5]
Het doel van de Athletes' Commission is om ideeën, interesses en opmerkingen van de rhönradgemeenschap (atleten, coaches, juryleden, etc.) te verzamelen en te filteren en de belangrijke door te sturen naar de IRV. De Atletencommissie bestaat uit maximaal 2 cyr-atleten, 2 gymwheel-atleten en 2 coaches, die worden gekozen uit de delegaties op de wereldkampioenschappen. Het mandaat duurt tot het volgende wereldkampioenschap.
2024 - 2026:  - Simon Rufener,   - Achim Pitz,   - Malena Kernacs,   - Cyrus Luciano
2022 - 2024:  - Simon Rufener,   - Katja Homeyer,   - Isabel Pietro,   - Kanai Shigeki
2020 - 2022:  - Simon Rufener,   - Katja Homeyer,   - Svea Hünnig,   -  Yasuhiko Takahashi,   - Tammi Livni

## Internationale verspreiding van het rhönradturnen
Naast in Duitsland, waar het rhönradturnen is ontstaan, wordt deze wedstrijdsport onder andere beoefend in andere Europese landen, zoals België, Denemarken, Nederland, Noorwegen, Oostenrijk en Zwitserland. Belangrijkste IRV-leden buiten Europa zijn Israel, Japan en de Verenigde Staten van Amerika.

### Rhönradturnen in Nederland
Het rhönrad in Nederland is vooral bekend geworden door de sportpedagoog Rein Bloem, die het rad wilde gebruiken voor sportopleidingen op de Christelijke Academie voor Lichamelijke Opvoeding in Arnhem. Bloem (1905-2011) heeft tot zijn 100e verjaardag in het rhönrad zijn rondjes gedraaid. De rhönradturnvereniging van zijn woonplaats Oosterbeek is vernoemd naar Rein Bloem: RTV Rein Bloem.
In 1990 nam Peter de Jong het initiatief om het rhönrad onder te brengen bij het toenmalige Koninklijk Nederlands Christelijk Gymnastiek Verbond (KNCGV). Sinds 2000 is rhönradturnen dan ook een van de gymnastiekdisciplines binnen de Koninklijke Nederlandse Gymnastiek Unie (KNGU). Inmiddels zijn in Nederland ruim 20 verenigingen die de mogelijkheid bieden deze sport te beoefenen.
In 2011 promootte Boy Looijen de sport door middel van het programma Holland's Got Talent, waarin hij tweede werd. Sindsdien treedt hij op met zijn vrouw Laura Stullich over de hele wereld met zijn rhönraderen onder de artiestennaam Wheel Sensation. Hierdoor is de sport veel bekender geworden in Nederland en zijn er vele nieuwe verenigingen bijgekomen.
Het KNGU organiseert jaarlijks nationale wedstrijden (groepswedstrijden en Nederlandse kampioenschappen) en districtswedstrijden.

### Rhönradturnen in België
De enige verenigingen in België die op dit moment rhönradturnen als wedstrijdsport beoefenen zijn de turnverenigingen van Eupen en Gympuls Essen.

## Rhönrad in shows
Naast turnwedstrijden wordt het rhönrad ook gebruikt in (acrobatische) shows. Zo had de show Quidam van het Canadese acrobatische circus Cirque du Soleil een rhönrad act en is het rhönrad een vast onderdeel van de acrobatische voorstellingen van het Nederlandse Acrobatic Wheel Sensation.